# Leslie Scott
Pour les articles homonymes, voir Scott.
Leslie Frederic Scott, (28 octobre 1869 - 19 mai 1950) est un homme politique du Parti conservateur au Royaume-Uni, et plus tard un juge principal.

## Biographie
Né en 1869, fils de John Scott, conseiller judiciaire du khédive d'Égypte, et d'Edgeworth Leonora Hill, il fait ses études à la Rugby School et au New College d'Oxford. Il est admis au barreau en 1894 et devient Conseiller de la reine en 1909 en tant que membre du Middle Temple et du Inner Temple.
Il est élu député pour Liverpool Exchange aux élections générales de décembre 1910, et occupe le siège jusqu'à ce qu'il se retire du Parlement aux élections générales de 1929.
Scott est solliciteur général pendant six mois en 1922, jusqu'à la chute du gouvernement de coalition dirigé par Lloyd George, et est fait chevalier la même année. Il avait espéré être nommé procureur général, mais n’a jamais atteint ce poste.
Il est admis au Conseil privé dans les honneurs de nouvel an 1927 et après avoir quitté la Chambre des communes, il revient à sa pratique juridique privée. En 1935, il est nommé Lord Justice of Appeal, et en 1940, il est le Senior Lord Justice. Lord Justice Scott préside le Comité sur l'utilisation des terres dans les zones rurales, établi par John Reith en 1941; son rapport est l'un des fondements de la loi de 1947 sur la planification urbaine et rurale .
Il prend sa retraite en 1948 et meurt à Oxford en 1950.